# Борисов-Арена
«Борисов-Арена» (бел. Барысаў-Арэна) — спортивное учреждение в Борисове, домашний стадион футбольного клуба БАТЭ. Вместимость — 13 121 место. Официально был открыт 3 мая 2014 года финальным матчем розыгрыша Кубка Беларуси между гродненским «Неманом» и солигорским «Шахтёром».

## История проекта

Проект стадиона

В 2008 году ФК БАТЭ первым из белорусских клубов пробился в групповую стадию Лиги Чемпионов УЕФА. Домашний стадион клуба в Борисове не смог удовлетворить требования УЕФА для проведения матчей групповой стадии, поэтому БАТЭ был вынужден принимать своих соперников на минском стадионе «Динамо». На следующий год борисовчане вышли в групповой турнир другого соревнования — Лиги Европы. По завершении сезона председатель правления ФК БАТЭ Анатолий Капский заявил о планах по строительству современной арены на 12-15 тысяч мест, которая будет удовлетворять требованиям для проведения международных матчей на уровне групповых турниров.
Проектирование стадиона было поручено словенской фирме «Ofis arhitekti». За образец был взят стадион «Людски врт» в Мариборе. Работы над уникальным проектом стадиона были завершены летом 2010 года. Он представляет собой чисто футбольный стадион, рассчитанный на 12 548 зрителей (позже число мест возросло до 13 121), соответствующий требованиям четвертой категории УЕФА, позволяющий проводить не только поединки квалификационных стадий еврокубков, но и встречи группового этапа и плей-офф Лиги чемпионов и Лиги Европы. Также, помимо основного строительства, предусмотрено порядка 3000 м² коммерческих площадей (они составляют 2-ю очередь строительства).
Позже в проект были внесены изменения связанные с внешним видом: изменения коснулись формы крыши, а также формы и размеров отверстий в стенах.

## Строительство
Официально строительство нового борисовского стадиона Архивная копия от 17 июля 2014 на Wayback Machine началось 12 ноября 2010 года. Участок под строительство выбран в лесном массиве рядом с трассой на Минск и на расстоянии в 60 километров от минского аэропорта.
По состоянию на 3 октября 2012 года к стадиону уже были подведены инженерные коммуникации — электроснабжение, водопровод, канализация, построено здание распределительного пункта, в котором ведётся монтаж и наладка необходимого оборудования. Установлено 90 процентов колонн и с помощью двух башенных кранов смонтировано около 40 процентов железобетонных конструкций. Всего же собрано металлоконструкций общим весом около 450 тонн. Возведено почти 45 процентов трибун, оборудовано 7 автостоянок, практически полностью обустроены подъездные пути, на которых осталось уложить лишь верхний слой асфальтового покрытия. В первой декаде октября планируется установить первую ферму кровли и начать закладку стеновых перегородок.

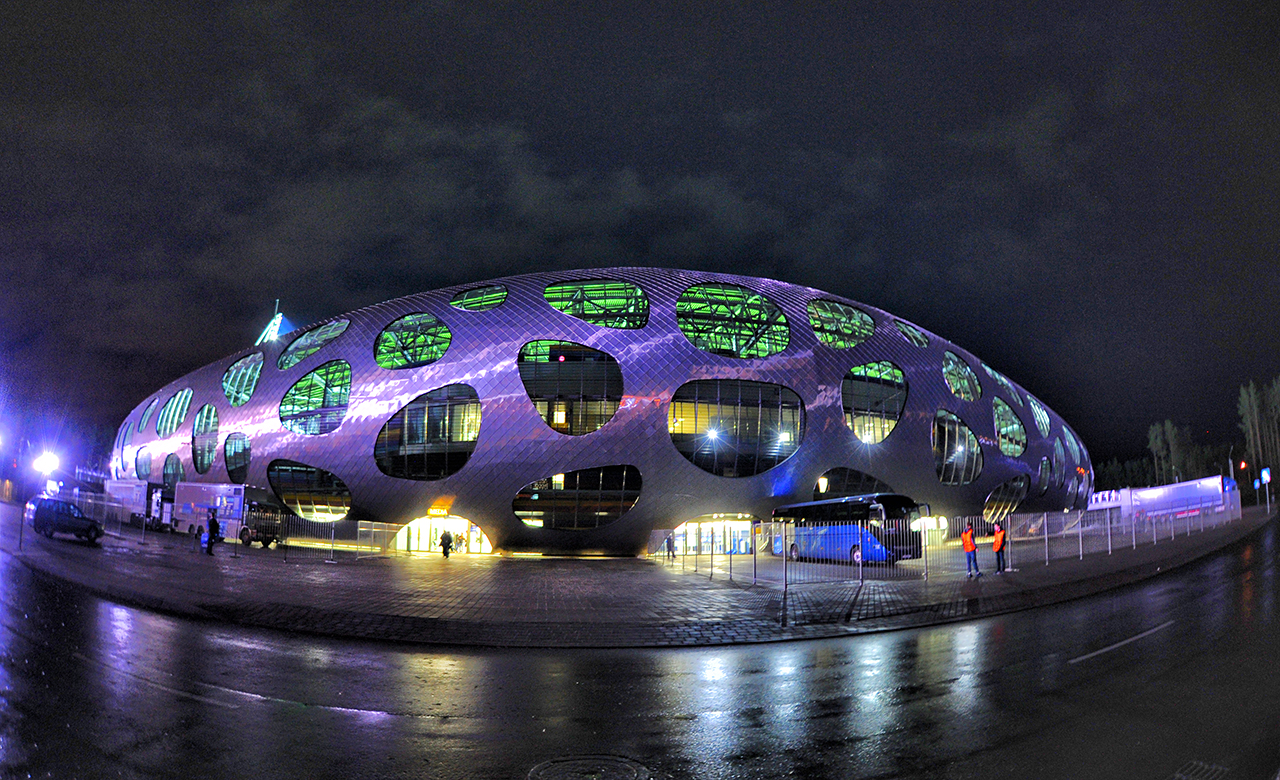
Борисов-Арена

В середине марта 2013 года для стадиона ФК БАТЭ гомельское предприятие «Светотехника» изготовило более 12 тысяч сидений. Это антивандальные сидения, которые невозможно поджечь и выломать.
В начале апреля 2013 года завершена установка ферм, и их обвязка по кругу. После этого строители начали накрывать крышу над северной трибуной.
По состоянию на 20 апреля 2013 года закончен монтаж железобетонных конструкций каркаса, на окончательной стадии монтировка металлоконструкций навеса над зрителями, начат монтаж металлических листов для устройства кровли, каркаса гипсокартонных перегородок. Ведутся также сантехнические работы, монтируется вентиляция, отопление, ведётся подготовка к устройству футбольного поля. За пределами самого стадиона ведутся работы по благоустройству, строительству дорог, подъездов, укладке тротуарной плитки.
20 мая 2013 года началась установка освещения. Прожекторы будут установлены на краях крыши двух больших трибун, а также дополнительно 4 осветительный мачты в углах между трибунами.
15 июня 2013 завершилась установка сидений. Смонтированы металлические каркасы под табло. Остальные работы ведутся в подтрибунных помещениях и вокруг стадиона. Начинается монтаж кровли.
20 июля 2013 началась обшивка фасада арены оригинальной чешуей.
6 августа 2013 началась укладка газона.

## Открытие

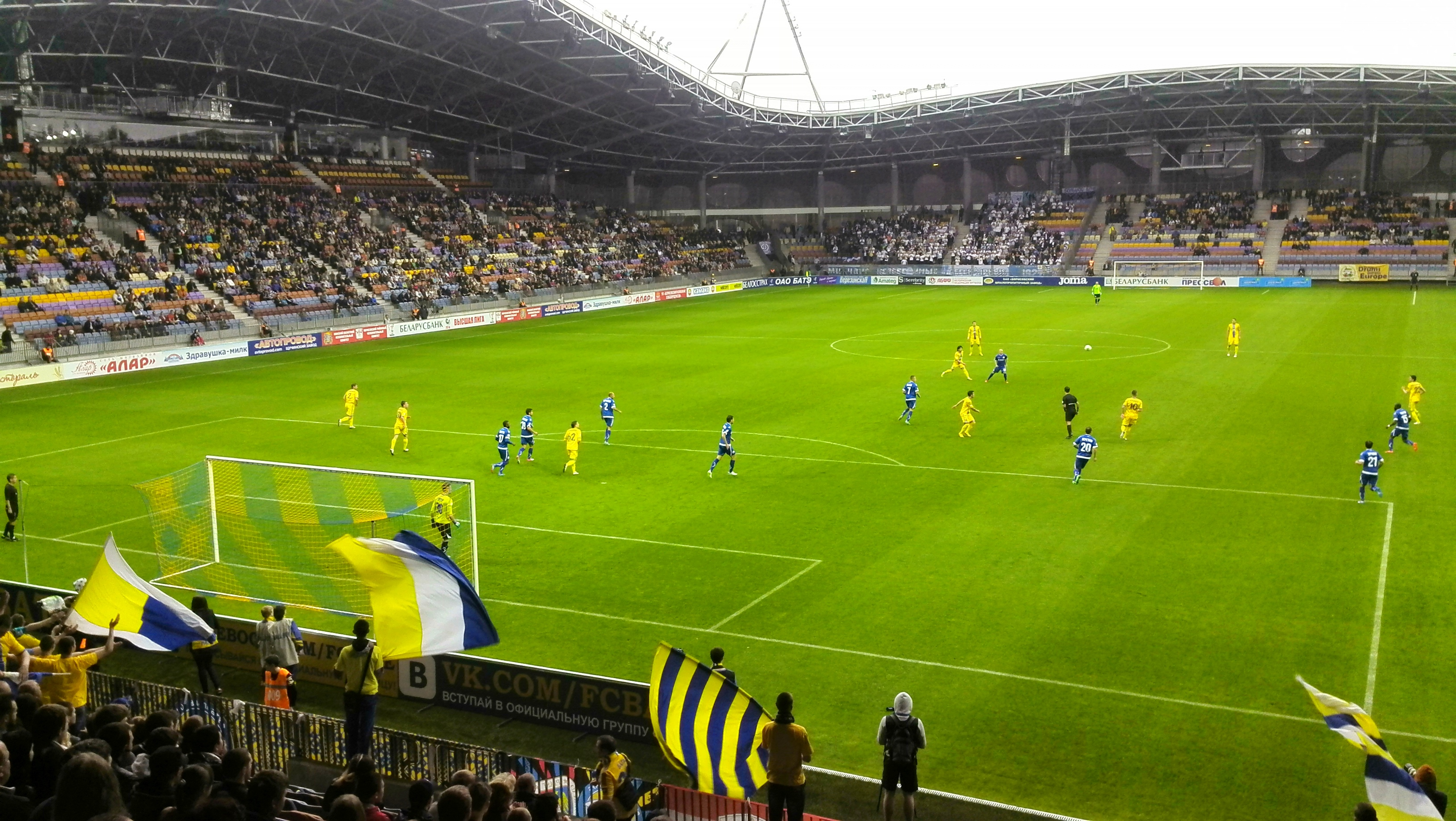
Трибуны стадиона во время матча БАТЭ — Динамо (Минск).

3 мая 2014 состоялась церемония открытия арены, прошедшая перед финалом Кубка Беларуси по футболу между «Неманом» и «Шахтёром» Архивная копия от 25 июля 2014 на Wayback Machine (0:1). В торжественной церемонии принял участие президент Белоруссии. Глава государства преподнёс символический ключ от стадиона четырём воспитанникам школы футбольного клуба БАТЭ. После этого состоялся концерт звёзд эстрады.
Первый матч с участием БАТЭ на новом стадионе состоялся 8 мая 2014 года. Борисовчане принимали «Слуцк» и победили со счётом 3:0.

## Список важных спортивных событий

### Финал Кубка Беларуси
| №  | Дата       | Хозяева          | Результат | Гости                | Посещаемость |
| -- | ---------- | ---------------- | --------- | -------------------- | ------------ |
| 1. | 3 мая 2014 | «Неман» (Гродно) | 0 : 1     | «Шахтёр» (Солигорск) | 11 000       |

### Матчи сборной Беларуси
| №   | Дата            | Соперник           | Результат | Соревнование           | Посещаемость |
| --- | --------------- | ------------------ | --------- | ---------------------- | ------------ |
| 1.  | 4 сентября 2014 | Таджикистан        | 6 : 1     | Товарищеский матч      | 2 400        |
| 2.  | 9 октября 2014  | Украина            | 0 : 2     | Квалификация Евро-2016 | 10 512       |
| 3.  | 12 октября 2014 | Словакия           | 1 : 3     | Квалификация Евро-2016 | 3 684        |
| 4.  | 18 ноября 2014  | Мексика            | 3 : 2     | Товарищеский матч      | 6 700        |
| 5.  | 14 июня 2015    | Испания            | 0 : 1     | Квалификация Евро-2016 | 13 121       |
| 6.  | 8 сентября 2015 | Люксембург         | 2 : 0     | Квалификация Евро-2016 | 3 482        |
| 7.  | 12 октября 2015 | Северная Македония | 0 : 0     | Квалификация Евро-2016 | 1 545        |
| 8.  | 6 сентября 2016 | Франция            | 0 : 0     | Квалификация ЧМ-2018   | 12 920       |
| 9.  | 10 октября 2016 | Люксембург         | 1 : 1     | Квалификация ЧМ-2018   | 9 011        |
| 10. | 9 июня 2017     | Болгария           | 2 : 1     | Квалификация ЧМ-2018   | 6 150        |
| 11. | 3 сентября 2017 | Швеция             | 0 : 4     | Квалификация ЧМ-2018   | 6 431        |
| 12. | 7 октября 2017  | Нидерланды         | 1 : 3     | Квалификация ЧМ-2018   | 6 850        |
| 13. | 3 июня 2019     | Германия           | 0 : 2     | Квалификация Евро-2020 | 12 510       |
| 14. | 11 июля 2019    | Северная Ирландия  | 0 : 1     | Квалификация Евро-2020 | 5 250        |
| 15. | 14 октября 2020 | Казахстан          | 2 : 0     | Лига Наций С 2022/23   | 2 074        |
| 16. | 15 ноября 2020  | Литва              | 2 : 0     | Лига Наций С 2022/23   | —            |
| 17. | 24 марта 2021   | Гондурас           | 1 : 1     | Товарищеский матч      | 425          |

### Матчи Лиги чемпионов
Домашние матчи БАТЭ в групповом этапе Лиги чемпионов 2014/15.
| №  | Дата             | Соперник          | Результат | Посещаемость |
| -- | ---------------- | ----------------- | --------- | ------------ |
| 1. | 30 сентября 2014 | Атлетик (Бильбао) | 2 : 1     | 11 886       |
| 2. | 21 октября 2014  | Шахтёр (Донецк)   | 0 : 7     | 12 113       |
| 3. | 25 ноября 2014   | Порту             | 0 : 3     | 10 147       |

Домашние матчи БАТЭ в групповом этапе Лиги чемпионов 2015/16.
| №  | Дата             | Соперник  | Результат | Посещаемость |
| -- | ---------------- | --------- | --------- | ------------ |
| 1. | 29 сентября 2015 | Рома      | 3 : 2     | 12 767       |
| 2. | 20 октября 2015  | Барселона | 0 : 2     | 13 074       |
| 3. | 24 ноября 2015   | Байер 04  | 1 : 1     | 12 601       |

### Матчи Лиги Европы
Домашние матчи «Динамо» (Минск) в групповом этапе Лиги Европы 2014/15.
| №  | Дата            | Соперник   | Результат | Посещаемость |
| -- | --------------- | ---------- | --------- | ------------ |
| 1. | 2 октября 2014  | Фиорентина | 0 : 3     | 5 091        |
| 2. | 23 октября 2014 | Генгам     | 0 : 0     | 4 511        |
| 3. | 27 ноября 2014  | ПАОК       | 0 : 2     | 1 502        |

Домашние матчи «Динамо» (Минск) в групповом этапе Лиги Европы 2015/16.
| №  | Дата           | Соперник           | Результат | Посещаемость |
| -- | -------------- | ------------------ | --------- | ------------ |
| 1. | 1 октября 2015 | Рапид (Вена)       | 0 : 1     | 4 553        |
| 2. | 5 ноября 2015  | Вильярреал         | 1 : 2     | 4 959        |
| 3. | 26 ноября 2015 | Виктория (Пльзень) | 1 : 0     | 4 250        |